# Лихенологија
Лихенологија је биолошка дисциплина која проучава лишајеве. Историјски почеци лихенологије везују се за Ерика Ахаријуса („отац лихенологије"), ученика Карла Линеа. Ахаријус је на прелазу из 18. у 19. век издао низ уџбеника и научних публикација о лишајевима, од којих су најважније:
- (1798);
- (1803);
- (1810);
- (1814).

Како су се паралелно са развојем науке мењала мишљења о природи односа алги и гљива у лишајевима, тако се мењао и значај лихенологије и интерес за њу. Данас се лихенологија сматра делом микологије.